# Красногорске Подградіє
Красногорске Подградіє (словац. Krásnohorské Podhradie) — село в окрузі Рожнява Кошицького краю Словаччини, історична область Гемера. Площа села 23,2 км². Станом на 31 грудня 2016 року в селі проживало 2660 жителів. Поблизу села розташований замок Красна гуорка.

## Історія
Перші згадки про село датуються 1322 роком.

## Населення
| Рік:            | 1994. | 2004.    | 2014.   | 2024.   |
| --------------- | ----- | -------- | ------- | ------- |
| Кількість осіб: | 2068  | 2476     | 2634    | 2832    |
| Різниця:        |       | +19,72 % | +6,38 % | +7,51 % |

| Рік:            | 2023. | 2024.   |
| --------------- | ----- | ------- |
| Кількість осіб: | 2822  | 2832    |
| Різниця:        |       | +0,35 % |